# 滇龙眼
滇龙眼（学名：Dimocarpus yunnanensis）为无患子科龙眼属下的一个种。其种加词 yunnanensis 意为“云南的”。